# Салиева, Уркуя
Уркуя Салиева (17 февраля 1911 — 4 февраля 1934) — одна из первых киргизских комсомолок, первая в Киргизской АССР женщина-председатель колхоза. Делегат съезда Советов и член ЦИК Киргизской АССР.

## Биография
Родилась в 1911 году в селе Беш-Буркан (ныне село Тактек), Ноокатского района Ошской области, в семье бедного крестьянина.
В 1928 году, в 17 лет, одной из первых девушек Киргизии вступила в комсомол, стала секретарем комсомольской ячейки, активистка движения худжум, была избрана председателем кишлакского совета Мерки-Муркут (затем село 1-Мая), пользовалась большим уважением у народа, её называли «женщиной-аксакалом».
Через год 19-летняя Уркуя стала организатором первого в районе колхоза Кызыл-Аскер. В 1930 году принята в коммунистическую партию.
В 1928—1933 годы активно работала для создания коллективного хозяйства, вела агитационную работу, помогала сельсовету в деле ликвидации безграмотности.
Избиралась делегатом съезда Советов, членом ЦИК Киргизской АССР.
В феврале 1934 года, несколько дней не дожив до 23 лет, была жестоко убита бандитами.

## Память
В 1966 году писатель Насирдин Байтемиров написал о ней документальный роман «Памятник истории», на его основе была поставлена пьеса «Уркуя».
В 1971 году на киностудии «Киргизфильм» был снят биографический художественный фильм «Поклонись огню» («Уркуя») режиссёра Толомуша Океева, главную роль сыграла актриса Таттыбюбю Турсунбаева.
Фактически памятником Уркуе Салиевой являться фигура женщины монумента «Борцам революции», установленного в 1978 году в Бишкеке — мемориал официально не посвящён Уркуе Салиевой, и о ней там ни слова, но и сам скульптор Тургунбай Садыков говорил, что её образ вдохновил его на создание фигуры, и фрунзенцы с самого начала называли памятник её именем, и со временем памятник стал прочно ассоциироваться с ней.
В советское время её именем называли улицы, колхозы, школы и другие объекты, и в настоящее время имя Уркуи Салиевой носит одна из улиц города Бишкек, школа в селе Тоёлёс, один из лицеев в Оше.

В архиве сохранилась лишь одна единственная её фотография и та из старой газеты, изрядно подпорченная примитивной ретушью. Были ещё расспросы стариков-очевидцев. Но и это не то. По рассказам лица не представишь. «Красивая была, очень красивая», — твердили старухи. Вот и всё.
Серию картин «Уркуя Салиева» создал художник И. А. Белевич.